# Ludo Dierckxsens
Ludo Dierckxsens   (Geel, 14 d'octubre de 1964 - Sint-Gillis-bij-Dendermonde, 29 de maig de 2025) fou un ciclista belga, que fou professional entre 1994 i 2005.
Tot i el seu pas al professionalisme a l'edat avançada de 29 anys tingué temps d'aconseguir un bon palmarès en què destaca el campionat de Bèlgica en ruta de 1999 i una etapa del Tour de França del mateix any. Pocs dies després d'aquesta victòria el seu equip el va obligar a abandonar el Tour perquè, tot i estar en coneixement dels comissaris antidopatge, dos mesos abans havia fet servir un fàrmac a base de corticoides per tractar el seu genoll. Fou sancionat durant mig any per la federació belga, però no se li retirà la victòria.

## Palmarès
- 1986
  - Vencedor d'una etapa a la Volta a Limburg amateur
- 1993
  - Vencedor d'una etapa a la Volta a Limburg amateur
- 1994
  - 1r al Gran Premi del Nord-Pas de Calais
- 1997
  - 1r al Gran Premi de Denain
  - 1r a la Zellik-Galmaarden
- 1998
  - 1r a la París-Bourges
- 1999
  -  Campió de Bèlgica en ruta
  - Vencedor d'una etapa del Tour de França
- 2003
  - 1r al Gran Premi d'Obertura La Marseillaise
- 2004
  - Vencedor d'una etapa de la Volta a Àustria

### Resultats al Tour de França
- 1999. Abandona (15a etapa). Vencedor d'una etapa
- 2001. Abandona (13a etapa)
- 2002. 108è de la classificació general

### Resultats al Giro d'Itàlia
- 2000. Abandona (14a etapa)

### Resultats a la Volta a Espanya
- 1998. 34è de la classificació general